# Alexander (Polen)

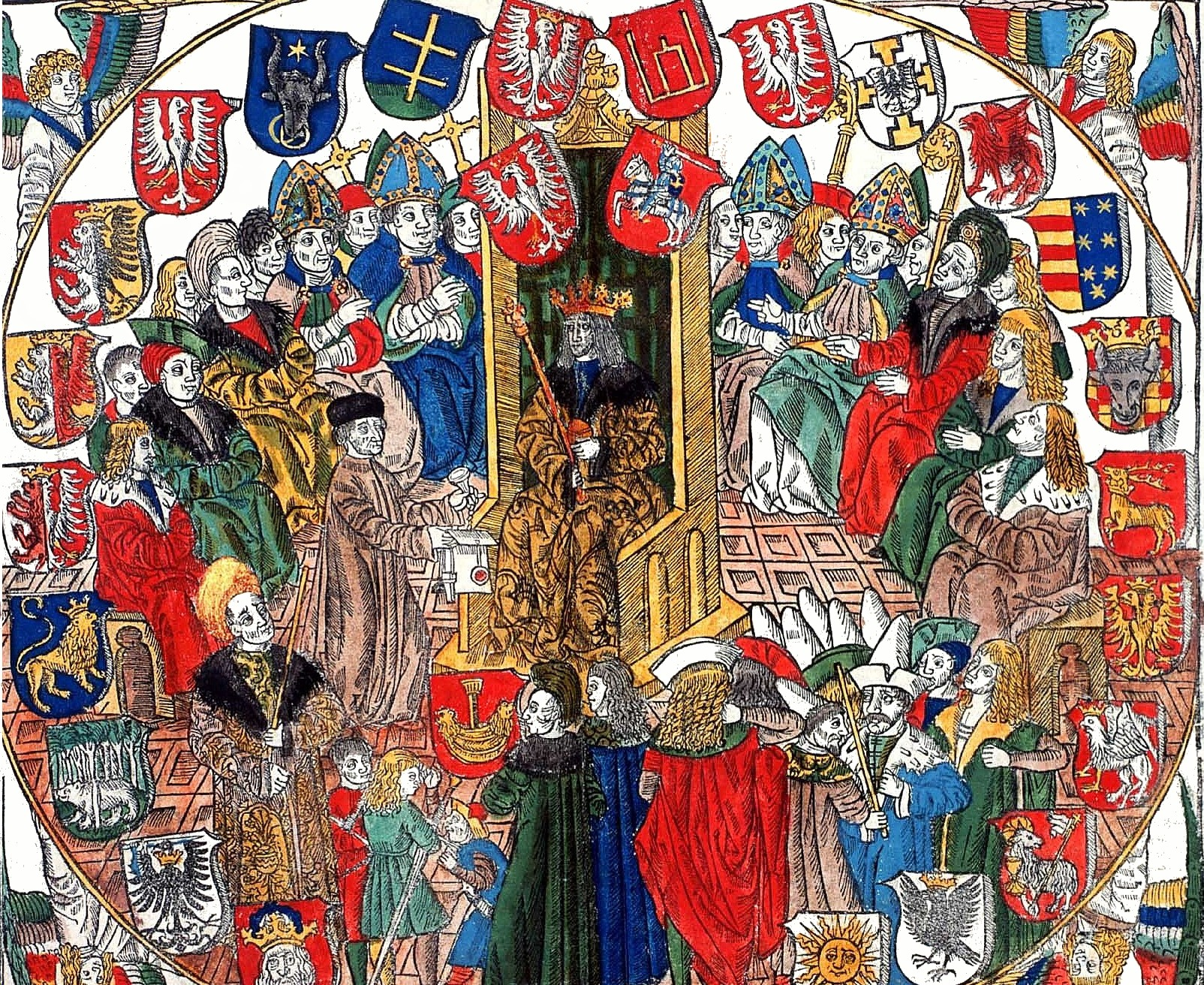
König Alexander im Senat im Łaski Statut von Johann Haller

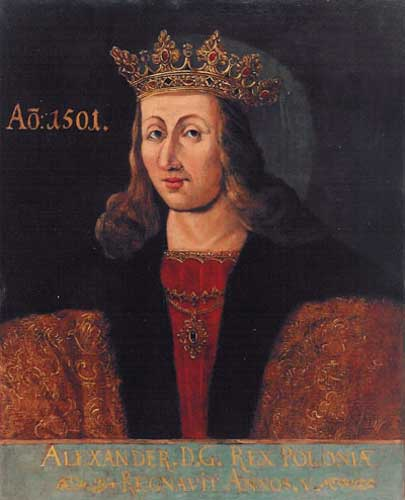
Alexander, König und Großfürst von Polen-Litauen

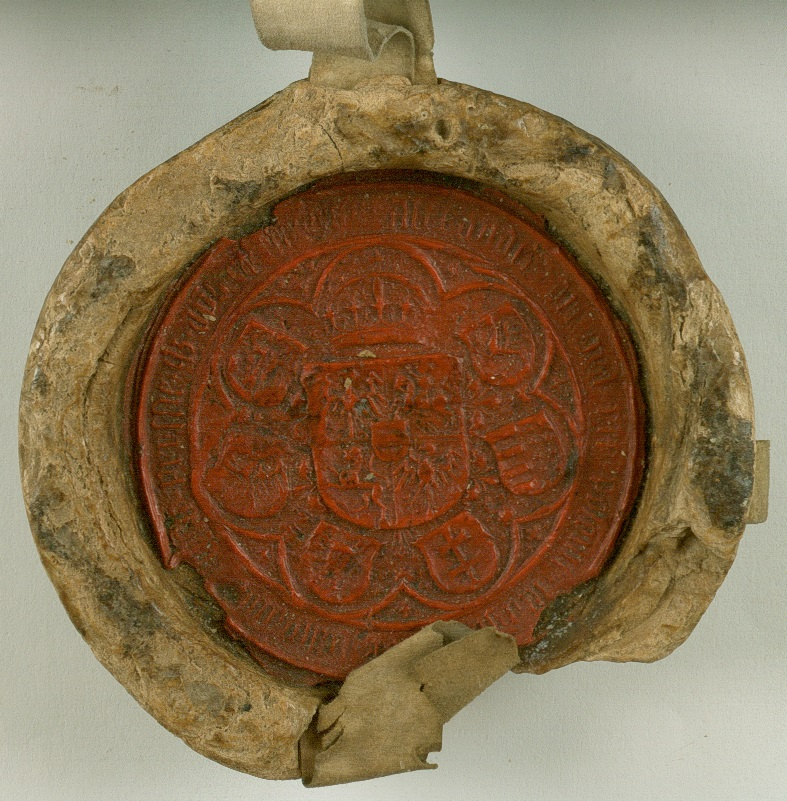
Siegel von Alexander der Jagiellone, 1504

Alexander der Jagiellone (polnisch Aleksander Jagiellończyk, litauisch Aleksandras Jogailaitis; * 5. August 1461 in Krakau; † 19. August 1506 in Wilna) war ab 1492 Großfürst von Litauen und ab 1501 König von Polen aus der Dynastie der Jagiellonen.

## Leben
Der vierte Sohn von Kasimir IV. Andreas wurde nach dessen Tod zum Großfürsten von Litauen bestimmt. Nach dem Tod seines Bruders Jan I. Olbracht wurde er 1501 polnischer König. Er war seit 1495 mit Helena von Moskau, der Tochter des russischen Großfürsten, Iwan III., verheiratet. Trotzdem kam es mehrmals zu militärischen Konflikten mit dem Großfürstentum Moskau, in deren Folge Litauen 1503 beträchtliche Territorien an Iwan abtreten musste.
Als sich die Juden in Krakau im Jahr 1494 nicht mehr an die Bestimmungen des Vertrags von 1485 halten wollten, die ihre Rechte im Handel stark einschränkten, kam es zu Auseinandersetzungen mit den Juden der Stadt. Der Stadtrat beschwerte sich beim König über das gebührende Verhalten und Alexander sorgte dafür, dass alle Juden Krakau verlassen mussten. Er wies ihnen als neuen Wohnsitz die Krakauer Vorstadt Kasimierz zu. Auch im Jahr 1493 ereigneten sich in der Stadt Lemberg ähnliche Szenen, da auch hier empfindliche Beschränkungen des Handels erlassen worden waren. Doch vorerst durften die Juden in der Stadt verbleiben. Da sich sowohl der König, als auch die Bürgerschaft und der Adel für die Vertreibung einsetzten und die Diskriminierung einen Höhepunkt erreicht hatte, beschloss König Alexander 1495 die Juden aus dem Großfürstentums Litauen zu verweisen. Bald schon sollte sich herausstellen, dass diese Politik der Wirtschaft des Landes schadete. Daher änderte er seine Meinung und rief 1503 die Juden wieder zurück ins Land. Die Zurückgekehrten erhielten von den polnischen Königen all ihre früheren Güter und Rechte zurück und durften auch in Krakau wieder Handel treiben.
Im Jahre 1505 wurde in einer Senatssitzung zu Radom der Staatsverfassung das Recht Nihil Novi hinzugefügt. Das bedeutete eine Einschränkung der Herrschaftsgewalt des Königs und somit eine Stärkung des Hochadels. Es wurde festgelegt, dass vom König ein neues Gesetzt nur noch mit einer Zustimmung aus beiden Kammern, dem Senat (lateinisch consiliarii) und den Landesvertretern (lateinisch nuntii terrestres), im bestehenden Sejm verkünden dürfe. Dadurch konnten die geistlichen und weltlichen Würdenträger des Senats und die in der zweiten Kammer vertretene Szlachta (Hochadel) die Gesetzgebung im Sinne ihrer eigenen Interessen beeinflussen. Alexander hingegen setzte sich zunehmend für eine judenfreundlichere Politik und eine Wiederanknüpfung an frühere Beziehungen zwischen Christen und Juden ein. Alexander kümmerte sich wie viele andere Herrscher Litauens um die Verwendung der litauischen Sprache im öffentlichen Leben der LDK, er beherrschte und sprach gut Litauisch. Alexander starb im Alter von 45 Jahren in Wilna und wurde in der Kathedrale Sankt Stanislaus beigesetzt.